# Ceri
Pour les articles homonymes, voir Ceri (homonymie).

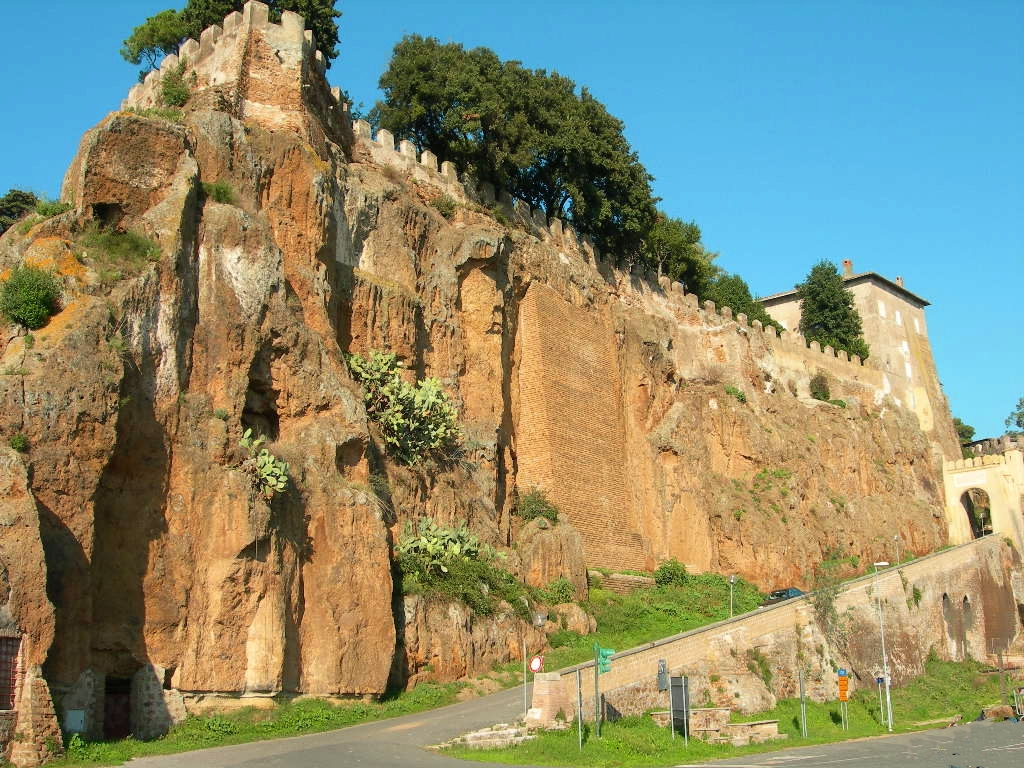
Ceri

Ceri est une petite ville du Latium, une frazione de la commune de Cerveteri dans la province de Rome située sur un plateau en tuf fortifié.

## Histoire
Ceri a été habitée avant le VIIe siècle av. J.-C. La population autochtone de la ville  a changé plusieurs fois, depuis les Étrusques jusqu'aux Romains. 

## Vestiges
- De nombreuses tombes datant de l'époque étrusque et romaine se trouvent dans la région.
- L'attraction principale est l'Église romane de la Madonna di Ceri, qui se dresse sur un site antique où les Étrusques et les Romains vénéraient le culte de la déesse Vesta.